# Werner Kok
Werner Kok (17 de janeiro de 1993) é um jogador de rugby sevens sul-africano, medalhista olímpico

## Carreira
Werner Kok integrou o elenco da Seleção Sul-Africana de Rugbi de Sevens, na Rio 2016, conquistando a medalha de bronze.